# Мішель Фланзі
Мішель Фланзі́ (фр. Michel Flanzy; нар. 20 лютого 1902, Ескулубр — пом. 24 серпня 1992, Нарбонн) — французький вчений-винороб; член Сільськогосподарської академії Франції, лауреат премії Сільськогосподарської академії Франції.

## Біографія
Народився 20 лютого 1902 року в Ескулубрі. Протягом 1923—1933 років працював на Станції енології і рослинної технології в Нарбонні при Національному інституті агрономічних досліджень; в 1934—1951 роках очолював цю станцію. З 1953 року — головний директор з науки науково-дослідних станцій при Міністерстві сільського господарства Франції. Помер в Нарбонні 24 серпня 1992 року.

## Наукова діяльність
Хімічним методом (який став згодом класичним) вивчив вміст органічних кислот винограду і вин, етилового спирту; виявив і досліджував пектинові сполуки в різних сортах винограду; вказував на зв'язок між вмістом метилового спирту і пектину в французьких сепажах. Автор численних опублікованих робіт, зокрема праці «Вуглекислотна мацерація».